# Українсько-бельгійські відносини
Українсько-бельгійські відносини — сукупність міжнародних двосторонніх відносин між Україною та Бельгією, а також співпраці обох країн у міжнародних організаціях та інших міжнародних інституціях.
Королівство Бельгія представлене в Україні через посольство у Києві (Україна). Україна представлена в Бельгії через посольство в Брюсселі (Бельгія).

## Відносини у 1917—1922 роках

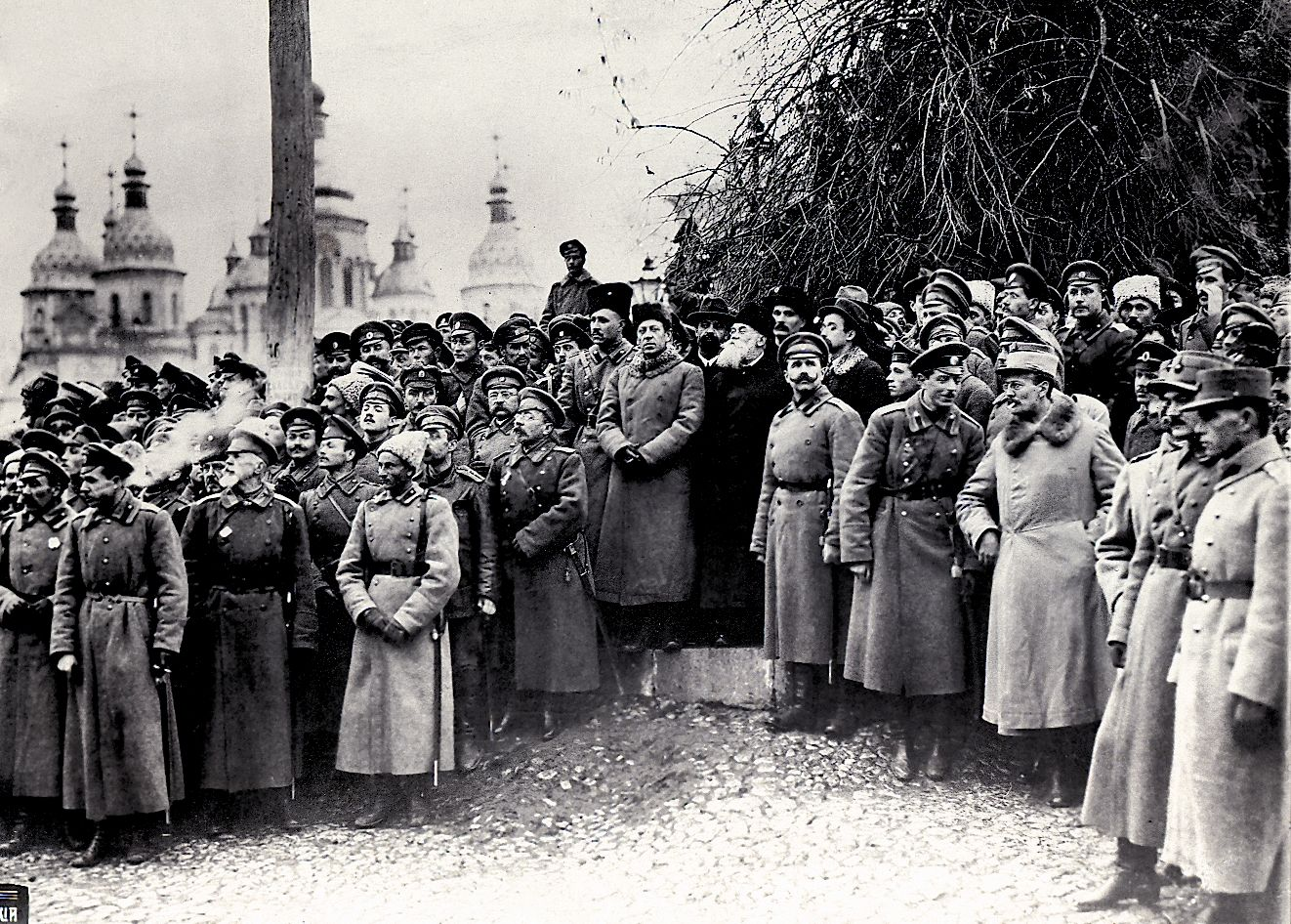
III Всеукраїнський військовий з'їзд. Праворуч стоять офіцери французької, бельгійської та румунської військових місій. Київ, листопад 1917 року

Перщі офіційні контакти між Україною та Бельгією відбулися у період Української Народної Республіки. На час її проголошення на території України продовжували функціонувати бельгійські генереальне консульство в Одесі, консульство у Києві та віце-консульство у Миколаєві, засновані ще за часів Російської імперії. Крім цього, з захопленої більшовиками у листопаді 1917 року Ставки Верховного головнокомандувача до Києва переїхала Бельгійська військова місія на чолі з генералом бароном де Ріккелем. 9 листопада 1917 року її офіцери були присутні на Софійській площі Києва під час урочистого оголошення III Універсалу, яким Центральна Рада проголосила автономну УНР в складі демократичної Росії, і взяли участь у III Всеукраїнському військовому з'їзді, що проходив 2-12 листопада. Сам де Ріккель, в числі інших голів військових місій держав Антанти, висловив готовність допомогти УНР людьми, зброєю та фінансами для утримання фронту проти Центральних держав. Також ближче до зими 1917 року до Києва був передислокований Бельгійський автоброньовий дивізіон, який до цього воював у складі Південно-Західного фронту.
Варто зазначити, що на той час бельгійські фінансові та підприємницькі кола мали на території України 80 % капіталу, інвестованого ними раніше у промисловість Російської імперії. Навіть у бельгійських дипломатів були значні комерційні інтереси — консул Бельгії у Києві Яків Гретер, купець першої гільдії, був співвласником «Київського машинобудівного заводу Гретера, Криванека і К°» та акціонером бельгійського акціонерного товариства «Київські трамваї», а бельгійський віце-консул у Миколаєві Олександр Вадон — власником лісопильних заводів і борошномельного млина у Миколаєві.

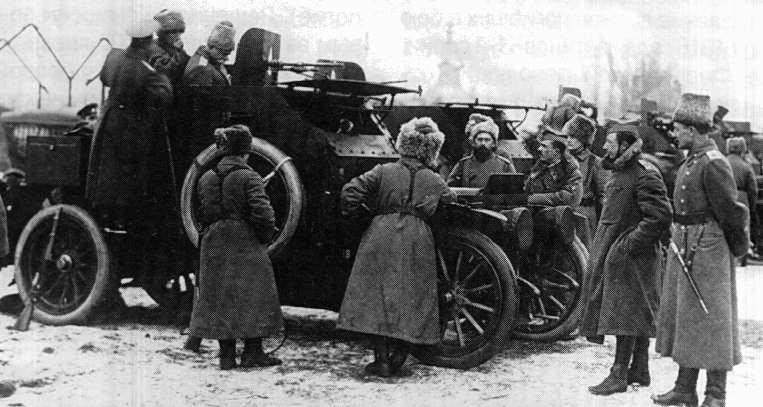
Бійці Бельгійский експедиційний корпус у Росії з бронеавтомобілями «Mors». Східний фронт, січень 1916 року

Незважаючи на все це бельгійці відмовили в підтримці УНР під час радянсько-української війни 1917—1918 років. Навіть в період січневих боїв за Київ (див. Січневе повстання в Києві та Штурм Києва) керівництво Бельгійського автоброневого дивізіону, що мав на озброєнні не менше 10 бронеавтомобілів, відмовило військовому міністру УНР Олександру Жуковському в передачі частини техніки українським військам. Сам же підрозділ оголосив збройний нейтралітет, вставши на шляху до Святошина і погрожуючи застосувати зброю до всіх, хто б наважиться їх зачепити, чим, за оцінкою учасника подій Всеволода Петріва, зайняв «особливо шкідливу» позицію. 12 березня 1918 року, після повернення Києва під владу українського уряду, німці, які стали союзниками УНР після укладення Брестського миру, висунули вимогу про видворення французьких і англійських офіцерів з Києва, мотивуючи це їх шпигунською діяльністю на користь Антанти. У відповідь український уряд доручив Міністерству внутрішніх справ УНР «видати циркуляр про виїзд французів, англійців, бельгійців з України». До липня 1918 року Україну покинув секретар бельгійського генерального консульства в Одесі, віце-консул в Миколаєві — помер, але активну діяльність продовжував консул у Києві, який був громадянином Швейцарії. Так, наприклад, 25 травня він направив міністру закордонних справ Української держави Дмитру Дорошенко офіційний протест проти арешту німецькими офіцерами трьох бельгійців, підозрюваних в розповсюдженні пропаганди. Після його розгляду українське керівництво ухвалило рішення звернутися до німецького посла для з'ясування обставин і «просити по можливості звільнити» громадян Бельгії.

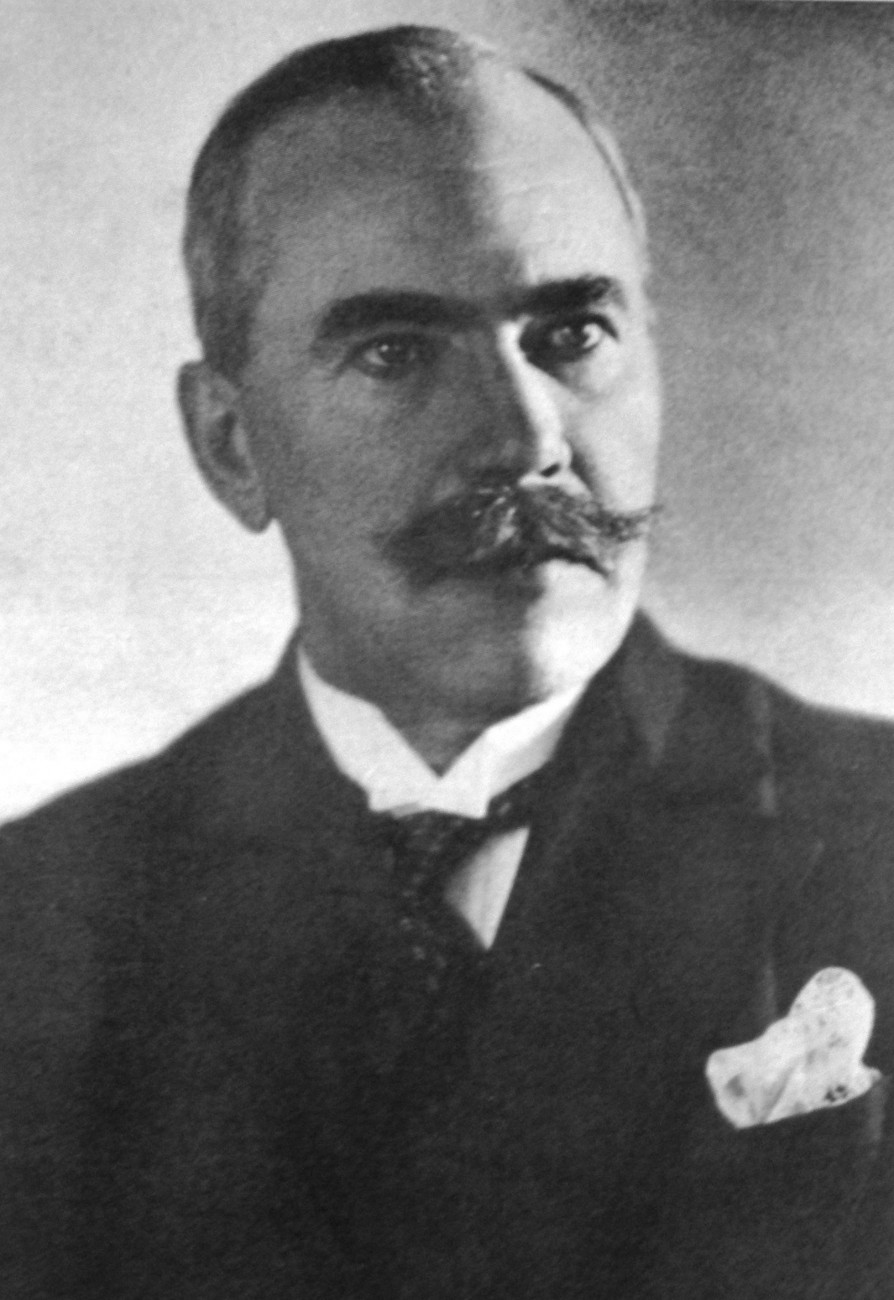
Андрій Яковлів — перший український дипломатичний представник у Бельгії

У 1919 році Директорія Української Народної Республіки ініціювала встановлення повноцінних дипломатичних відносин з Королівством Бельгія — 19 січня призначене і 3 лютого відкрито дипломатичне представництво УНР у Бельгії. Проте офіційного визнання УНР з боку Бельгії не відбулося — бельгійський уряд посилався на невизнання УНР Антантою. Незважаючи на це, з 1920 року українська дипломатична місія неофіційно визнавалася представництвом УНР в Бельгії; українським дипломатам вдалося встановити відносини з Міністерством закордонних Бельгії (після реформи МЗС Бельгії 1 січня 1921 року Україна була включена у секцію, яка займалася справами Східної Європи) та іншими міністерствами; представництво УНР отримало дозвіл на видачу паспортів українським громадянам, які визнавалися бельгійською владою; на прохання українського представництва бельгійські установи безперешкодно дозволяли в'їзд і виїзд з країни українським представникам; українцям вдалося встановити відносини з представництвами інших держав, які були акредитовані в Бельгії.
Початкова негативна позиція Бельгії щодо УНР була сформована під впливом Франції, яка не визнавала незалежність України, а також завдяки діям російських і польських представників — бельгійські урядові кола в протистоянні між українцями та росіянами проводили паралелі з проблемами між фламандцями та валлонами у самій Бельгії, а ідею суверенності УНР сприймали тільки як «німецьку інтригу». Однак дана позиція змінилася після того, як у липні 1919 року українська дипломатична місія від імені уряду УНР звернулася до МЗС Бельгії із заявою з приводу того, що український уряд визнає державні борги колишньої Російської імперії та візьме на себе їх виплату в тій частині, що належить Україні, чим викликала вкрай прихильну реакцію. Найбільш симпатизувала українській справі фламандська політична партія Бельгії (її представники бачили багато спільного між власною і українською історією), українців підтримували соціалісти (її представники на Амстердамській міжнародній соціалістичній конференції 25 квітня 1920 року проголосували за офіційне визнання УНР) та Католицька партія, не підтримували комуністи, вкрай вороже ставилась Ліберальна партія. В урядових колах українцям вдалося налагодити зв'язки з міністром народної оборони Полем-Емілем Жансоном, міністром юстиції Емілем Вандервельде, сенатором і державним радником Луї Бертраном, переважна ж більшість членів уряду не підтримувала ідеї незалежності України. З бельгійських ЗМІ, які в ті часи належали урядовим колам, різним політичним партіям і фінансовим осередкам, українські дипломати налагодили зв'язок з телеграфним агентством «Гавас-Рейтер» у Брюсселі.
Одним з основних завдань української місії було звільнення українських військовополонених, які перебували на території Бельгії. На допомогу українським військовополоненим, які потрапили у Бельгію та Голландію з німецької армії, уряд УНР виділив 20 000 карбованців. Ситуація з полоненими у Бельгії ускладнювалася тим, що більшість українців вже були завербовані польськими і російськими військовими представниками, за результатами чого в армію УНР погодилися вступити лише кілька десятків людей. У 1921 році, завдяки зв'язкам українських дипломатів з міністром народної оборони Полем-Емілем Жансоном, з'явилася реальна можливість найняти кадрових офіцерів і закупити військову амуніцію для армії УНР, проте через відсутність чітких директив державного центру УНР дана можливість використана не була.
Висувалися деякі проекти з економічного співробітництва між державами. Певну роль у них відігравав той факт, що бельгійські фінансові та підприємницькі кола мали на території України 80 % капіталу, який був інвестований у промисловість колишньої Російської імперії. У 1920 році представництвом УНР були видані і розіслані брошури та бюлетені про можливе економічне співробітництво з Україною, а МЗС Бельгії висловив зацікавленість можливістю поставок хліба у свою державу. Були складені економічні проекти українсько-бельгійських торговельних груп з питань поставок і обміну товарами між державами, однак ні український уряд, ні кооперативи своєчасно на ці пропозиції не відреагували. Бельгійські фінансові кола також висловлювали зацікавленість у співпраці, але без дозволу МЗС Бельгії встановити офіційні відносини з ними було неможливо.
Дипломатична місія УНР у Бельгії припинила свою роботу 1 серпня 1922 року через припинення фінансування.
Консул Бельгії у Києві:
- Яків Гретер. Продовжував виконувати обов'язки з часів Російської імперії[1].

Віце-консул Бельгії у Миколаєві:
- Олександр Вадон. Продовжував виконувати обов'язки з часів Російської імперії[1].

Голови Надзвичайної дипломатичної місії України у Бельгії:
- Андрій Яковлів, за сумісництвом голова Надзвичайної дипломатичної місії України у Нідерландах. Призначений 19 січня 1919 року[4].

## Сучасні відносини

### Визнання Бельгією державної незалежності України
Королівство Бельгія визнало Україну разом з іншими державами-членами ЄС 31 грудня 1991 р.
Дипломатичні відносини між двома країнами встановлено 10 березня 1992 р.

### Політичний діалог
Політичний діалог на найвищому рівні було започатковано робочим візитом Президента України Л.Кравчука до Бельгії 7 — 8 липня 1992 р.
У червні 1995 р., перебуваючи в Брюсселі, Президент України Л.Кучма мав зустріч із Королем бельгійців Альбертом II.
Мали місце двосторонні переговори Президента України Л.Кучми з Прем'єр-міністром Бельгії Г.Вергофстадтом на Саміті Україна — ЄС (Ялта, 10 — 11 вересня 2001 р.). Президента України В.Ющенка з Прем'єр-міністром Бельгії Г.Вергофстадтом на заходах з відзначення 25-річчя «Солідарності» (Гданськ, 31 серпня 2005 р.) та на Саміті ООН (Нью-Йорк, 16 вересня 2005 р.). 22 лютого 2005 р., під час візиту до Брюсселя для участі в Саміті НАТО, Президент В.Ющенко мав зустріч з Головою Сенату Бельгії А.-М.Лізен.
Президент України В.Ющенко прийняв Прем'єр-міністра Бельгії І.Летерма під час офіційного візиту останнього до України 31 жовтня 2008 р.
19 березня 2009 р. у Брюсселі в рамках Саміту Європейської народної партії Президент України В.Ющенко провів зустріч з Прем'єр-міністром Бельгії Г.Ван Ромпеєм.
15 — 16 жовтня 2009 відбувся перший в історії двосторонніх відносин офіційний візит Президента України В.Ющенка до Королівства Бельгія. У ході візиту мала місце аудієнція Президента України у Короля бельгійців Альберта ІІ, проведено зустрічі з главою уряду Бельгії Г.Ван Ромпеєм, з головами Сенату А.Де Деккером і Палати представників П.Девалем.
Під час зустрічей окремої уваги було приділено відносинам Україна — ЄС. Зокрема йшлося про підтримку бельгійською стороною політики європейської інтеграції України через реалізацію ініціативи «Східне партнерство», здійснення зусиль щодо ведення переговорного процесу з укладання угоди про асоціацію з ЄС, а також розвиток діалогу щодо запровадження безвізового режиму поїздок громадян України до країн ЄС.
Президент України висловив задоволення динамікою двосторонніх відносин, станом реалізації Дорожньої карти двосторонніх відносин на 2009-2010 рр. Домовлено про співробітництво у рамках відносин Україна — ЄС, зокрема з огляду на бельгійське головування в ЄС у другій половині 2010 р.
Українська делегація відвідала місто-порт Антверпен, де було підписано Меморандум про співробітництво між Одеським та Антверпенським портами.
У ході семінару Президента України у Федерації підприємств Бельгії висвітлено основні фактори, які впливають на діловий та інвестиційний імідж України, обговорено напрямки діяльності бельгійського бізнесу в Україні, зокрема у рамках підготовки до Євро-2012.
У комуні Іксель м. Брюссель Президент України урочисто відкрив меморіальну дошку на честь першої дипломатичної установи України у Брюсселі — Надзвичайної дипломатичної місії Української Народної Республіки у Бельгії та Нідерландах (1919-1923 рр.).
Правовою основою відносин служить міждержавний Договір про взаєморозуміння та співробітництво, який Україна і Бельгія підписали у 1997 р.
Договірно-правова база двостороннього співробітництва налічує близько 30 міжурядових, міжвідомчих та міжрегіональних угод.
На нинішньому етапі основою розвитку співробітництва слугує Дорожня карта двосторонніх відносин між Україною та Королівством Бельгія, її Спільнотами та Регіонами на період 2012-2014 років, парафована у жовтні 2011 року.

### Торгово-економічне співробітництво
Основними статтями українського експорту товарів до Бельгії є машини, устаткування, одяг та текстильні товари, натуральні й культивовані перли, дорогоцінне або напівдорогоцінне каміння, дорогоцінні метали, біжутерія, деревина і вироби з деревини, деревне вугілля, мідь і вироби з міді тощо.
Бельгія експортує в Україну котли, машини, апарати і механічні пристрої, полімерні матеріали, пластмаси та вироби з них, фармацевтичну продукцію, інші продукти хімічної промисловості, автомобілі, тягачі, велосипеди, електричні машини й устаткування і т. д..
На відміну від Нідерландів, бельгійські прямі іноземні інвестиції становлять лише 0,12 % від загального обсягу іноземних інвестицій в Україну серед 125 країн-інвесторів. За даними Держкомстату, станом на 2009 р. прямі бельгійські інвестиції склали 44 млн дол. США і здійснювалися в обробну промисловість, оптову та роздрібну торгівлю, транспорт і зв'язок, сільське господарство, мисливство та лісове господарство .
Яскравими прикладами успішної діяльності бельгійських підприємств в Україні є такі компанії, як «Сан-ІнБев Україна» (створене найбільшим у світі бельгійським броварним концерном «AB InBev», обіймає більше третини пивоварного ринку України), «Ватра Шредер» (промислове електрообладнання, освітлення вулиць та будинків у Києві (Хрещатик, будівлі Кабінету Міністрів та Верховної Ради України), Львові, Одесі тощо), «Мелексіс» (електронне обладнання та системи для машинобудування, наукова співпраця з КПІ, освіта українських студентів), «Декьонінк» (металопластикові профілі для будівництва), «Массів» (електрообладнання) та інші. Свідченням перспективності роботи на українському ринку фінансових послуг стала угода про придбання бельгійським банком «Фортіс» страхової компанії «Еталон» (за 7,6 млн євро).

### Наукова, культурна, освітня співпраця
Значна роль у розбудові бельгійсько-української співпраці належить співробітництву в галузі науки, культури та освіти. У розвитку наукового співробітництва значна увага приділяється прямим зв'язкам між відповідними закладами та установами обох країн. Це, зокрема, співробітництво Королівського музею історії та мистецтв Бельгії з Інститутом археології НАН України і музеєм археології Львівського відділення НАН України. Протягом 2004—2009 рр. в Бельгії відбулися виступи ряду провідних музичних колективів України. Проведення у 2004—2008 рр. в Бельгії серії виставок українських художників стало свідченням інтересу громадськості Бельгії до культурного надбання України .
Прямі зв'язки встановлені між університетами обох країн. Це, зокрема, співробітництво між Київським національним університетом ім. Т.Шевченка та Антверпенським університетом, між Українським національним аграрним університетом та Ґентським університетом. Розвивається також співробітництво між Київським училищем естрадно-циркового мистецтва та Брюссельською вищою школою циркового мистецтва.
Слід зазначити, що на території Бельгії встановлено пам'ятники та пам'ятні знаки, пов'язані з Україною: жертвам Голодомору 1932-33 рр. (Генк, провінція Лімбург), до 1000-ліття Хрещення України-Руси (Генк та Спрімон-Банне, провінція Льєж), І.Франку (Стер-Франкоршан, провінція Льєж), героям, загиблим за свободу України (Стер-Франкоршан) .
Українським науково-дослідним інститутом архівної справи і документознавства та місцевими органами влади реалізовано проект з увічнення пам'яті першої дипустанови України у Брюсселі. У рік її 90-річчя, у рамках офіційного візиту Президента України до Бельгії  у жовтні 2009 року, відбулося урочисте відкриття меморіальної дошки на будинку у центрі Брюсселя, в якому діяла Надзвичайна дипломатична місія України у Бельгії та Нідерландах (1919—1923 рр.).

### Гуманітарне співробітництво
Важливе значення у розвитку відносин має співпраця у гуманітарній сфері. Проте, як і у випадку з Нідерландами, вона має однобічний характер. Зокрема, в рамках надання гуманітарної допомоги та реабілітації дітей, постраждалих в результаті аварії на ЧАЕС, розвивається співробітництво між Головним управлінням охорони здоров'я Львівської облдержадміністрації, Львівським медичним університетом та Міжнародним інститутом природної та цілісної медицини (Брюссель), Європейським центром біологічних досліджень (Брюссель), між Чернігівською обласною лікарнею та Ротарі-клубом міста Генк, між Смілянською міською лікарнею № 14 та клінікою міста Арлон. За сприяння благодійної організації «SOS Діти Чорнобиля» (провінція Антверпен) здійснюється оздоровлення українських дітей.